# فابیان اوریانا
فابیان آریل اوریانا والنزوئلا (اسپانیایی: Fabián Ariel Orellana Valenzuela‎؛ زاده ۲۷ ژانویهٔ ۱۹۸۶) بازیکن فوتبال اهل شیلی است.